# Strange Days (album)
Strange Days je drugi studijski album skupine The Doors, izdan 25. septembra 1967 pri založbi Elektra Records. Leta 2003 so ga uredniki revije Rolling Stone vključili kot 407. na seznam petstotih najboljših albumov vseh časov.

## Seznam skladb
Vse pesmi je napisal in uglasbil The Doors.
| Stran 1 | Stran 1                   | Stran 1 |
| Št.     | Naslov                    | Dolžina |
| ------- | ------------------------- | ------- |
| 1.      | „Strange Days‟            | 3:05    |
| 2.      | „You're Lost Little Girl‟ | 3:01    |
| 3.      | „Love Me Two Times‟       | 3:23    |
| 4.      | „Unhappy Girl‟            | 2:00    |
| 5.      | „Horse Latitudes‟         | 1:30    |
| 6.      | „Moonlight Drive‟         | 3:00    |

| Stran 2         | Stran 2                            | Stran 2 |
| Št.             | Naslov                             | Dolžina |
| --------------- | ---------------------------------- | ------- |
| 1.              | „People Are Strange‟               | 2:10    |
| 2.              | „My Eyes Have Seen You‟            | 2:22    |
| 3.              | „I Can't See Your Face in My Mind‟ | 3:18    |
| 4.              | „When the Music's Over‟            | 11:00   |
| Skupna dolžina: | Skupna dolžina:                    | 35:25   |

## Zasedba

### The Doors
- Jim Morrison – vokal, moog sintetizator[2]
- Ray Manzarek – klavir, orgle, marimba
- Robby Krieger – kitara
- John Densmore – bobni

### Dodatni glasbeniki
- Doug Lubahn – bas kitara